# Jenni Vartiainen
Jenni Mari Vartiainen (Kuopio, 20 de marzo de 1983) es una cantante finlandesa de música pop. Antes de incursionar profesionalmente en el mundo de la música, fue patinadora artística durante su adolescencia y asistió a la Kuopion yhteiskoulun musiikkilukio, un establecimiento escolar especializado en música y danza. Vartiainen saltó a la fama tras ganar la versión finlandesa del talent show Popstars en octubre de 2002 con Susanna Korvala, Ushma Karnani (actualmente Olava) y Jonna Pirinen, con las que formó la banda Gimmel que lanzó tres álbumes de estudio, vendió más de 160 000 discos y recibió tres premios Emma en reconocimiento por sus logros sobresalientes en el ámbito de la música y que fueron otorgados por la federación de la industria musical finlandesa, Musiikkituottajat. La banda se separó en octubre de 2004.
Después de Guimel, Vartiainen lanzó su carrera como solista con su primer single «Tunnoton» en abril de 2007. En septiembre de ese mismo año, le siguió su álbum debut Ihmisten edessä, que alcanzó el puesto número seis en la lista de álbumes de Finlandia junto a su segundo sencillo del mismo nombre; ambos fueron certificados con disco de oro en Finlandia por ventas de 65 000 y 16 000 unidades respectivamente. A finales de marzo de 2010, Jenni Vartiainen lanzó su segundo álbum de estudio denominado Seili, tras su sencillo debut «En haluu kuolla tänä yönä» por el que alcanzó el disco de oro; este álbum debutó en el número uno en la lista de álbumes de su país, mientras que permaneció en las listas de forma no consecutiva por más de un año y llegó a vender más de 150 000 copias (con séptuple platino), convirtiéndose en el disco más vendido de 2010 en Finlandia y pasó a ocupar el puesto 14 en la lista de los más vendidos de todos los tiempos. De Seili salieron otros dos sencillos: «Missä muruseni on», una combinación de pop y baladas que dominó las primeras tres posiciones del Suomen virallinen lista hasta comienzos de 2011 y que alcanzó disco de oro en agosto de 2010; y «Duran Duran», sencillo promocional que también fue certificado con el oro. El tercer álbum de estudio, Terra, fue lanzado en octubre de 2013 y debutó en el número uno de las listas, vendió 62 000 copias y recibió triple disco de platino.
Jenni Vartiainen ha vendido más de 330 000 discos certificados en Finlandia durante su carrera como solista y nueve premios Emma, lo que la sitúa entre los 50 artistas musicales más vendidos de todos los tiempos en el país.

## Discografía

### Álbumes de estudio
| Título          | Detalles del álbum | Máxima posición en listas | Ventas         | Certificaciones    |
| Título          | Detalles del álbum | FIN                       | Ventas         | Certificaciones    |
| --------------- | --- | ------------------------- | -------------- | ------------------ |
| Ihmisten edessä | - Fecha de lanzamiento: 12 de septiembre de 2007 - Sello discográfico: Warner Music Finlandia - Formatos: CD, descarga digital | 6                         | - FIN: 65 628  | - FIN: 2 × platino |
| Seili           | - Fecha de lanzamiento: 31 de marzo de 2010 - Sello discográfico: Warner Music Finlandia - Formatos: CD, descarga digital, LP  | 1                         | - FIN: 151 833 | - FIN: 3 × platino |
| Terra           | - Fecha de lanzamiento: 4 de octubre de 2013 - Sello discográfico: Warner Music Finlandia - Formatos:                          | 1                         | - FIN: 62 777  | - FIN: 2 × platino |

### Sencillos
| Título                                                   | Año  | Máxima posición en listas | Máxima posición en listas | Máxima posición en listas | Certificaciones | Álbum           |
| Título                                                   | Año  | FIN: ventas totales       | FIN: digital sales        | FIN: airplay              | Certificaciones | Álbum           |
| -------------------------------------------------------- | ---- | ------------------------- | ------------------------- | ------------------------- | --------------- | --------------- |
| «Tunnoton»                                               | 2007 | —                         | 22                        | —                         |                 | Ihmisten edessä |
| «Ihmisten edessä»                                        | 2007 | 2                         | 1                         | —                         | - FIN: platino  | Ihmisten edessä |
| «En haluu kuolla tänä yönä»                              | 2010 | 1                         | 1                         | —                         | - FIN: platino  | Seili           |
| «Nettiin»                                                | 2010 | 12                        | 12                        | —                         |                 | Seili           |
| «Missä muruseni on»                                      | 2010 | 1                         | 1                         | 85                        | - FIN: platino  | Seili           |
| «Junat ja naiset»                                        | 2013 | 15                        | 2                         | 53                        |                 | Terra           |
| «Eden»                                                   | 2014 | 15                        | —                         | —                         |                 |                 |
| "—" denota que el lanzamiento no apareció en las listas. |      |                           |                           |                           |                 |                 |

#### Sencillos promocionales
| Título                                                   | Año  | Máxima posición en listas | Máxima posición en listas | Máxima posición en listas | Certificaciones | Álbum           |
| Título                                                   | Año  | FIN: ventas totales       | FIN: digital sales        | FIN: airplay              | Certificaciones | Álbum           |
| -------------------------------------------------------- | ---- | ------------------------- | ------------------------- | ------------------------- | --------------- | --------------- |
| «Toinen»                                                 | 2007 | 13                        | 10                        | —                         |                 | Ihmisten edessä |
| «Mustaa kahvia»                                          | 2008 | —                         | 21                        | —                         |                 | Ihmisten edessä |
| «Malja»                                                  | 2008 | —                         | —                         | —                         |                 | Ihmisten edessä |
| «Duran Duran»                                            | 2010 | 10                        | 10                        | 83                        | - FIN: oro      | Seili           |
| «Eikö kukaan voi meitä pelastaa?»                        | 2011 | —                         | —                         | —                         |                 | Seili           |
| «Selvästi päihtynyt»                                     | 2013 | —                         | 23                        | 1                         |                 | Terra           |
| «Suru on kunniavieras»                                   | 2014 | —                         | 3                         | 1                         |                 | Terra           |
| "—" denota que el lanzamiento no apareció en las listas. |      |                           |                           |                           |                 |                 |

#### Otras canciones en listas
| Título                                                   | Año  | Máxima posición en listas | Máxima posición en listas | Máxima posición en listas | Ventas        | Certificaciones | Álbum |
| Título                                                   | Año  | FIN: ventas totales       | FIN: ventas digitales     | FIN: airplay              | Ventas        | Certificaciones | Álbum |
| -------------------------------------------------------- | ---- | ------------------------- | ------------------------- | ------------------------- | ------------- | --------------- | ----- |
| «Minä ja hän»                                            | 2012 | 8                         | 8                         | —                         | No disponible |                 | Seili |
| «Minä sinua vaan»                                        | 2013 | —                         | 14                        | —                         | No disponible |                 | Terra |
| «Muistan kirkkauden»                                     | 2013 | —                         | 28                        | —                         | No disponible |                 | Terra |
| "—" denota que el lanzamiento no apareció en las listas. |      |                           |                           |                           |               |                 |       |

#### Colaboraciones en canciones
| Título                                                   | Año  | Máxima posición en listas | Máxima posición en listas | Ventas        | Certificaciones | Álbum                |
| Título                                                   | Año  | FIN: ventas totales       | FIN: ventas digitales     | Ventas        | Certificaciones | Álbum                |
| -------------------------------------------------------- | ---- | ------------------------- | ------------------------- | ------------- | --------------- | -------------------- |
| «Kuuntele itseäs» (Pikku G junto a Jenni Vartiainen)     | 2004 | —                         | No disponible             | No disponible |                 | Suora lähetys        |
| «Kahdestaan» (Antti Tuisku junto a Jenni Vartiainen)     | 2004 | —                         | No disponible             | No disponible |                 | Ensimmäinen - Deluxe |
| "—" denota que el lanzamiento no apareció en las listas. |      |                           |                           |               |                 |                      |

## Otras apariciones
| Título                                                   | Año  | Máxima posición en listas | Máxima posición en listas | Ventas        | Certificaciones | Álbum |
| Título                                                   | Año  | FIN: ventas totales       | FIN: ventas digitales     | Ventas        | Certificaciones | Álbum |
| -------------------------------------------------------- | ---- | ------------------------- | ------------------------- | ------------- | --------------- | --- |
| «Herra kädelläsi»                                        | 2005 | —                         | No disponible             | No disponible |                 | Tilkkutäkki |
| «Martin Luther Kingin laulu»                             | 2006 | —                         | No disponible             | No disponible |                 | Tilkkutäkki vol 2. |
| «Olet valveilla»                                         | 2007 | —                         | —                         | No disponible |                 | Tilkkutäkki 3 |
| «Kulkuri ja joutsen»                                     | 2008 | —                         | —                         | No disponible |                 | Mestaria kunnioittaen – tribuutti Tapio Rautavaaralle y Mestaria kunnioittaen – tribuutti Tapio Rautavaaralle – lisäksi Tapsan unohtumattomat tulkinnat |
| «Urho Kepponen»                                          | 2011 | —                         | —                         | No disponible |                 | Ipanapa 2 |
| "—" denota que el lanzamiento no apareció en las listas. |      |                           |                           |               |                 | |

## Vídeos musicales
| Año  | Título                            | Director(es)   |
| ---- | --------------------------------- | -------------- |
| 2007 | «Tunnoton»                        | Dome Karukoski |
| 2007 | «Ihmisten edessä»                 |                |
| 2008 | Malja»                            |                |
| 2010 | «En haluu kuolla tänä yönä»       | Miikka Lommi   |
| 2010 | «Nettiin»                         | Misko Iho      |
| 2010 | «Missä muruseni on»               | Mikko Harma    |
| 2011 | «Eikö kukaan voi meitä pelastaa?» | [ 7 ]          |
| 2013 | «Junat ja naiset»                 |                |
| 2013 | «Selvästi päihtynyt»              |                |
| 2014 | «Suru on kunniavieras»            |                |

## Premios y nominaciones
| Galardón                | Año  | Trabajo                     | Categoría                 | Resultado | refs   |
| ----------------------- | ---- | --------------------------- | ------------------------- | --------- | ------ |
| Premios Emma            | 2008 | Ihmisten edessä             | Álbum del año             | Ganadora  | [ 8 ]  |
| Premios Emma            | 2008 | Ihmisten edessä             | Álbum pop del año         | Nominada  | [ 9 ]  |
| Premios Emma            | 2008 | «Ihmisten edessä»           | Canción del año           | Ganadora  | [ 8 ]  |
| Premios Emma            | 2011 | Jenni Vartiainen            | Solista femenina del año  | Ganadora  | [ 10 ] |
| Premios Emma            | 2011 | Jenni Vartiainen            | Artista en vivo del año   | Ganadora  | [ 10 ] |
| Premios Emma            | 2011 | Seili                       | Álbum del año             | Ganadora  | [ 10 ] |
| Premios Emma            | 2011 | Seili                       | Álbum de pop/rock del año | Ganadora  | [ 10 ] |
| Premios Emma            | 2011 | Seili                       | Álbum del año más vendido | Ganadora  | [ 10 ] |
| Premios Emma            | 2011 | «En haluu kuolla tänä yönä» | Canción del año           | Ganadora  | [ 10 ] |
| Premios Emma            | 2011 | «Missä muruseni on»         | Vídeo musical del año     | Ganadora  | [ 10 ] |
| Premios Emma            | 2013 | Jenni Vartiainen            | Solista femenina del año  | Nominada  | [ 11 ] |
| Premios Emma            | 2013 | Terra                       | Álbum del año             | Nominada  | [ 12 ] |
| Premios Emma            | 2013 | Terra                       | Álbum pop del año         | Nominada  | [ 13 ] |
| MTV Europe Music Awards | 2010 | Jenni Vartiainen            | Mejor Artista — Finlandia | Nominada  | [ 14 ] |